# Stazzona (Francia)
Stazzona (in corso A Stazzona) è un comune francese di 46 abitanti situato nel dipartimento dell'Alta Corsica nella regione della Corsica.

## Società

### Evoluzione demografica
Abitanti censiti